# روبرتو جابالی
 روبرتو جابالی (انگلیسی: Roberto Jabali؛ زادهٔ ۱۶ مهٔ ۱۹۷۰) یک تنیس‌باز اهل برزیل است. 